# Rémi sans famille (film)
Pour les articles homonymes, voir Rémi, Sans famille (homonymie) et Rémi sans famille.
Pour plus de détails, voir Fiche technique et Distribution.
Rémi sans famille est une comédie dramatique française coécrite et réalisée par Antoine Blossier, sortie en 2018. Il s’agit de l’adaptation du roman français Sans famille d'Hector Malot (1878). Le film, au Québec, porte le titre de Les Aventures de Rémi.

## Synopsis
Le début du film se passe dans un orphelinat, par une nuit d'orage. Les pensionnaires, effrayés, se sont regroupés autour d'un vieil homme qui leur conte son histoire.  Et cet homme, c'est Rémi.
Rémi est un jeune garçon trouvé étant bébé. Il grandit avec sa mère adoptive heureux, mais le jour où le mari de celle-ci lui réclame de l'argent pour gagner un procès, il tente d'emmener Rémi à l'orphelinat, pour se débarrasser d'une bouche en trop à nourrir. C'est alors qu'en se cachant dans une taverne, Rémi est trouvé par un ancien violoniste jadis renommé qui se fait appeler maintenant Vitalis, et est un artiste de rue avec un singe, Joli-Coeur, et un chien, Capi.
Rémi va être « loué » par Vitalis afin d'échapper à l'orphelinat.
Démarre alors une aventure picaresque pour Rémi avec cette petite troupe...

## Fiche technique
Sauf indication contraire ou complémentaire, les informations mentionnées dans cette section peuvent être confirmées par la base de données Unifrance
- Titre original : Rémi sans famille
- Titre international : Remi, Nobody's Boy
- Réalisation : Antoine Blossier
- Scénario : Antoine Blossier, d'après le roman Sans famille d'Hector Malot (1878)
- Direction artistique : Romain Lacourbas
- Décors : Sébastien Inizan
- Costumes : Agnès Beziers
- Photographie : Romain Lacourbas
- Son : Marc Engels
- Montage : Stéphane Garnier
- Musique : Romaric Laurence
- Production : Éric Jehelmann et Philippe Rousselet
- Sociétés de production : Jerico ; TF1 Films Production (coproduction)
- Sociétés de distribution : Mars Films ; Belga Films (Belgique), Pathé Films AG (Suisse romande), TVA Films (Québec)
- Pays d'origine :  France
- Langue originale : français
- Format : couleur
- Genre : comédie dramatique
- Durée : 105 minutes
- Dates de sortie :
  - France : 30 septembre 2018[1] (Festival Première) ; 12 décembre 2018 (sortie nationale)
  - Belgique, Suisse romande : 12 décembre 2018
  - Québec : 8 février 2019

## Distribution
- Maleaume Paquin : Rémi, jeune
- Jacques Perrin : Rémi, âgé
- Daniel Auteuil : Vitalis
- Virginie Ledoyen : Madame Harper
- Jonathan Zaccaï : Jérôme Barberin
- Ludivine Sagnier : Madame Barberin
- Albane Masson : Lise Harper
- Nicholas Rowe : James Milligan
- Simon Armstrong : Monsieur Driscoll
- Nicola Duffett : Madame Driscoll
- Fleur Geffrier : Dame auberge
- Jérôme Cachon : le brigadier Ernest
- Zoe Boyle : Madame Milligan
- Francis Lopez : un paysan

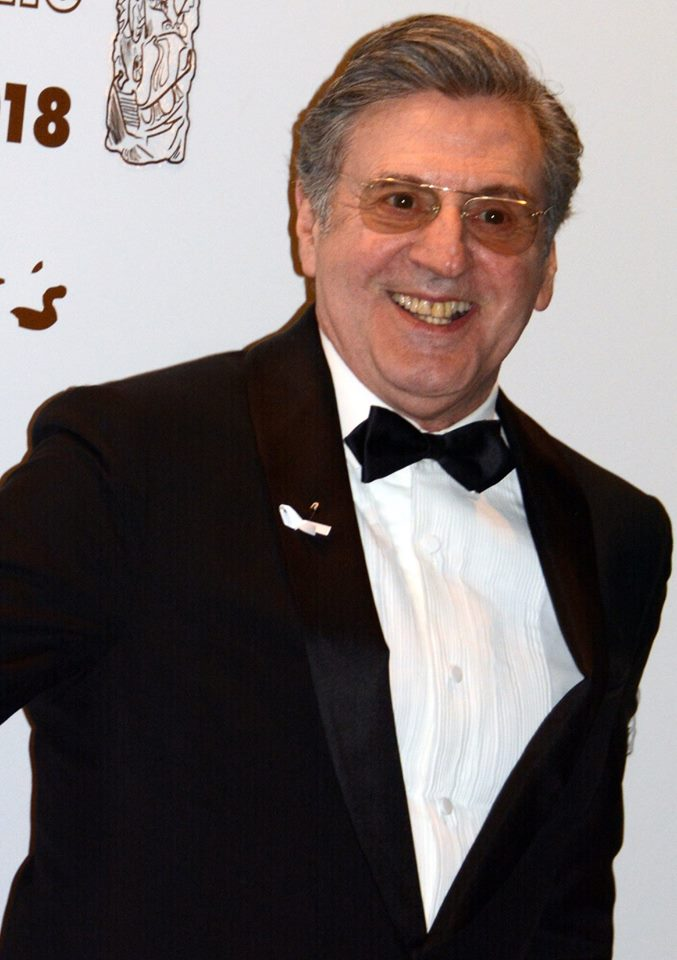
Daniel Auteuil (Vitalis)
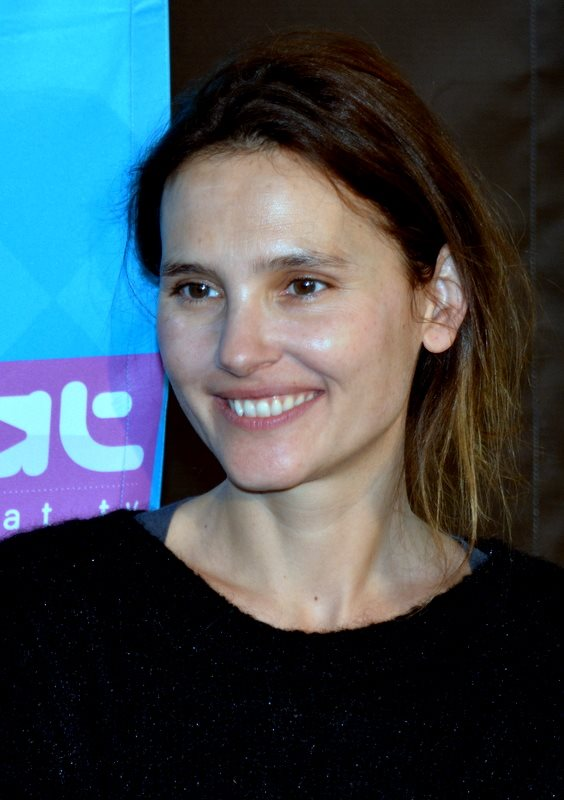
Virginie Ledoyen (Madame Harper)
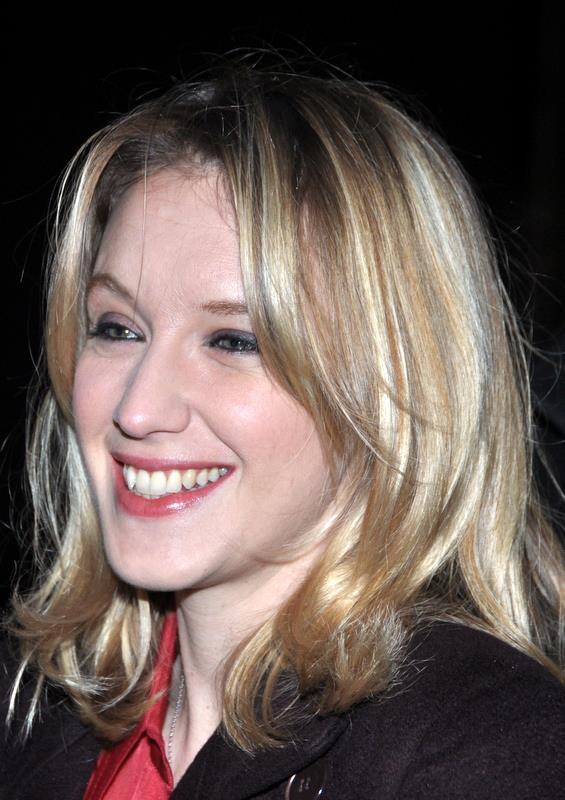
Ludivine Sagnier (Madame Barberin)
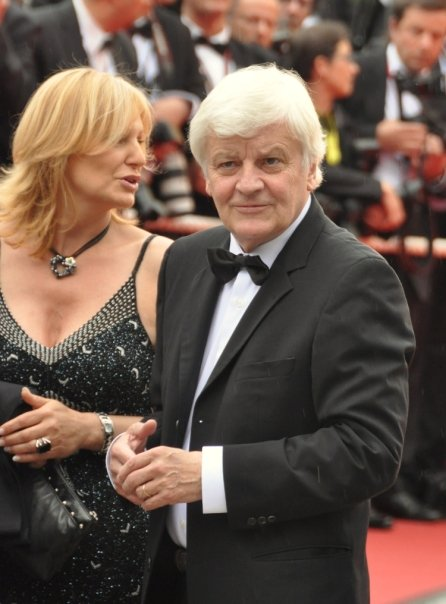
Jacques Perrin (Rémi, âgé)

## Production

### Développement et genèse
Antoine Blossier, qui a l’habitude de changer de genre cinématographique, a « envie de réaliser un film d'aventures qui s’ancre dans le patrimoine français tout en étant moderne » : son épouse lui conseille donc l’œuvre d’Hector Malot, en lui disant de le lire « sous un angle spielbergien ».

### Distribution des rôles
En mars 2017, Daniel Auteuil est mentionné en tant qu’acteur engagé pour le film d’Antoine Blossier dans les médias lors de la recherche des figurants à Albi : « L’idée de renouer avec un texte classique ; une grande histoire populaire, familiale et universelle me plaisait. L’exercice est  finalement assez rare. Il y avait de l’ambition dans ce projet, une promesse d’aventure », explique-t-il. En avril 2017, Jacques Perrin, Virginie Ledoyen, Ludivine Sagnier et Jonathan Zaccaï rejoignent la distribution. Maleaume Paquin est mentionné pour interpréter le rôle de Rémi, c’est « le quinzième enfant que j’ai rencontré au cours du casting et j’ai tout de suite eu un coup de cœur pour lui. Je m’attendais à une recherche longue, difficile, et j’ai été perturbé de l’avoir trouvé si vite. J’ai vu environ quatre cents autres enfants avant de me décider : je voulais être absolument sûr de mon choix. Serait-il capable de tenir physiquement durant les treize semaines que durerait le tournage ? Je l’ai fait revenir plusieurs fois en lui donnant des scènes différentes et de plus en plus difficiles à jouer. Il était super et j’ai compris qu’il était solide », raconte le réalisateur. 

### Tournage

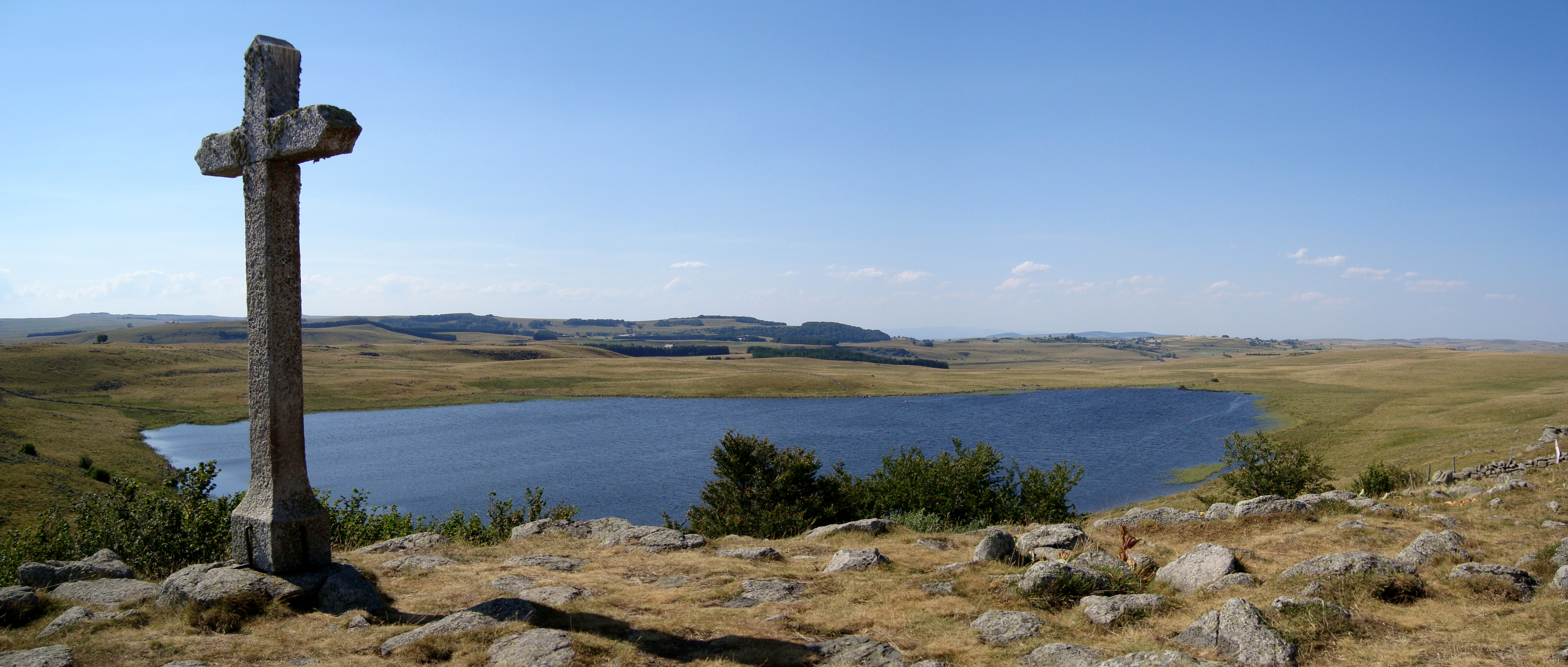
Le lac de Saint-Andéol, une des scènes sur l'Aubrac.

Le 18 avril 2017, Antoine Blossier et son équipe commencent le tournage à Penne, Cordes-sur-Ciel, Castelnau-de-Montmiral, Albi, Toulouse, Castelnaudary  en région Occitanie et sur l’Aubrac pour son décor  (paysage, lacs, cascades, en particulier la cascade du Déroc) avant de remonter, en mai, à Paris et au studio d'Épinay à Épinay-sur-Seine jusqu’au 7 juillet 2017. Les membres de toutes les équipes ont signé un contrat dans lequel ils se sont « engagés à ne rien dire sur le film », avoue l'un d'entre eux, et c’est évident que toutes demandes de reportage sur les lieux de tournage sont refusées afin de protéger décors et costumes avant la sortie du film.
Les effets visuels ont lieu au studio Digital District.

### Musique
Pour son film, Antoine Blossier souhaitait que la musique soit « symphonique et thématique, à l'image des grandes compositions françaises comme celles de Michel Legrand ou Vladimir Cosma, tout en s'imprégnant des sonorités de John Williams et de Danny Elfman ». Il compte sur Romaric Laurence, son compositeur fidèle de tous ses longs métrages. Ce dernier a travaillé avec les femmes du Chœur de Radio France au studio de la Seine à Paris et les Petits Chanteurs à la croix de bois pour se servir de leur voix d’ange dans le film.
Lors d'une scène, le personnage interprété par Daniel Auteuil joue au violon un extrait du célèbre Concerto pour violon no 2 en mi mineur, opus 64 de Felix Mendelssohn.

## Accueil

### Festivals et sorties
Rémi sans famille est présenté le 30 septembre 2018 en avant-première au festival Première dans les cinémas Pathé et Gaumont. Il est également sélectionné et présenté le 17 novembre 2018 au festival du film de Sarlat,. En avril 2017, la sortie nationale a pour date le 28 septembre 2018. Il repousse au 12 décembre 2018.
Quant aux pays francophones, le film est prévu, comme en France, le 12 décembre 2018 en Belgique et en Suisse romande. Le 8 février 2019 au Québec.

### Critiques
Pour CNews, c'est un « défi réussi » car « l'image est soignée, les paysages somptueux, la musique symphonique et le casting à la hauteur ». Le Journal du dimanche estime que le film est une « adaptation ambitieuse » et un « joli conte de fées pour Noël » qui représente la « crème du cinéma français », avec « de magnifiques paysages, de beaux costumes, des effets visuels dignes d'une production américaine, des enfants qui jouent bien la comédie ». Le Parisien juge le film « très prenant » car « joliment mis en scène », « habité par une musique envoûtante très présente » et tourné dans les « magnifiques paysages de l'Aubrac et du Tarn ». Paris Match résume sa critique de la façon suivante : « Amour, tendresse, émotion et animaux rigolos (Joli-cœur, le petit singe !) : tous les ingrédients du roman sont dans ce film qui ne fait heureusement pas l'impasse sur la noirceur du texte d'Hector Malot. »
Dans L'Express, Christophe Carrière est nettement moins convaincu : « Cette fois, le périple tragique et initiatique de Rémi, abandonné à sa naissance, recueilli par un couple de miséreux avant d'être vendu à un vieux saltimbanque affectueux, est traité de la manière la plus mièvre qui soit. »

### Box-office
| Pays ou région        | Box-office      | Date d'arrêt du box-office | Nombre de semaines |
| --------------------- | --------------- | -------------------------- | ------------------ |
| Belgique              | ?               | ?                          | ?                  |
| France                | 857 515 entrées | 12 février 2019            | 10                 |
| Suisse romande        | 4 647 entrées   | -                          | 6                  |
| Total hors États-Unis | -               | -                          | -                  |
| Total mondial         | 992 800 entrées | 27 février 2019            | 12                 |

## Distinction
Nomination et sélection
- Festival du film de Sarlat 2018 : « Sélection officielle »[15]

### Documentation
- Dossier de presse Rémi sans famille